# Stadio Luigi Ferraris
Het Stadio Luigi Ferraris is het stadion van UC Sampdoria en Genoa CFC, de bekendste voetbalclubs uit het Italiaanse Genua. Het multifunctionele stadion, dat ook wel bekendstaat als Marassi, heeft een capaciteit van 36.536 toeschouwers en wordt voor zowel voetbal- als rugbywedstrijden gebruikt.

## Geschiedenis
Het stadion werd geopend op 22 januari 1911 met een voetbalwedstrijd tussen Genoa en Internazionale. Toentertijd had het nog een capaciteit van slechts 20.000 toeschouwers. Op 1 januari 1933 werd het hernoemd van Marassi tot Luigi Ferraris, naar een Italiaanse held uit de Eerste Wereldoorlog en voormalig aanvoerder van Genoa.
Het hoogste aantal toeschouwers in het Luigi Ferraris werd bereikt op 27 februari 1949 tijdens een wedstrijd tussen Italië en Portugal.

## WK-wedstrijden
Het stadion was de gastheer van een wedstrijd op het wereldkampioenschap voetbal 1934 tussen Spanje en Brazilië; de capaciteit was toen al verhoogd naar 30.000 plaatsen. Voor het WK van 1990 werd het stadion afgebroken en heropgebouwd, waarna er vier wedstrijden zouden worden gespeeld.
| Nr. | Datum        | Wedstrijd              | Uitslag       | Competitie             | Toeschouwers |
| --- | ------------ | ---------------------- | ------------- | ---------------------- | ------------ |
| 1.  | 27 mei 1934  | Spanje – Brazilië      | 3 – 1         | Eerste ronde WK 1934   | 21.000       |
| 2.  | 11 juni 1990 | Costa Rica – Schotland | 1 – 0         | Groepsfase (C) WK 1990 | 30.867       |
| 3.  | 16 juni 1990 | Zweden – Schotland     | 1 – 2         | Groepsfase (C) WK 1990 | 31.823       |
| 4.  | 20 juni 1990 | Zweden – Costa Rica    | 1 – 2         | Groepsfase (C) WK 1990 | 30.223       |
| 5.  | 25 juni 1990 | Ierland – Roemenië     | 0 – 0 (5 – 4) | Achtste finale WK 1990 | 31.818       |

Stadio Renato Dall'Ara (Bologna) · Stadio Luigi Ferraris (Genua) · Stadio Comunale Giovanni Berta (Florence) · Stadio Nazionale PNF (Rome) · Stadio San Siro (Milaan) · Stadio Giorgio Ascarelli (Napels) · Stadio Mussolini (Turijn) · Stadio Giuseppe Grezar (Triëst)
Stadio San Nicola (Bari) · Stadio Luigi Ferraris (Genua) · Stadio Olimpico (Rome) · Stadio Renato Dall'Ara (Bologna) · Stadio Giuseppe Meazza (Milaan) · Stadio delle Alpi (Turijn) · Stadio Sant'Elia (Cagliari) · Stadio San Paolo (Napels) · Stadio Friuli (Udine) · Stadio Communale (Florence) · Stadio Della Favorita (Palermo) · Stadio Marcantonio Bentegodi (Verona)
Giuseppe Meazza (AC Milan/Inter Milan) ·
Olimpico (AS Roma/SS Lazio) ·
Atleti Azzuri (Atalanta Bergamo) ·
Renato Dall'Ara (Bologna) ·
Giovanni Zini (Cremonese) ·
Carlo Castellani (Empoli) ·
Artemio Franchi (Fiorentina) ·
Marcantonio Bentegodi (Hellas Verona) ·
Allianz Stadium (Juventus) ·
Via del Mare (Lecce) ·
Brianteo (Monza) ·
Diego Armando Maradona (Napoli) ·
Arechi (Salernitana) ·
Luigi Ferraris (Sampdoria) ·
Città del Tricolore (Sassuolo) ·
Alberto Picco (Spezia) ·
Olimpico di Torino (Torino) ·
Friuli (Udinese)
Cino e Lillo Del Duca (Ascoli) ·
San Nicola (Bari) ·
Ciro Vigorito (Benevento) ·
Mario Rigamonti (Brescia) ·
Unipol Domus (Cagliari) ·
Pier Cesare Tombolato (Cittadella) ·
Giuseppe Sinigaglia (Como) ·
San Vito-Gigi Marulla (Cosenza) ·
Benito Stirpe (Frosinone) ·
Luigi Ferraris (Genoa) ·
Alberto Braglia (Modena) ·
Renzo Barbera (Palermo) ·
Ennio Tardini (Parma) ·
Renato Curi (Perugia) ·
Garibaldi-Romeo Anconetani (Pisa) ·
Oreste Granillo (Reggina) · 
Paolo Mazza (SPAL) ·
Druso (Südtirol) ·
Libero Liberati (Ternana) ·
Pierluigi Penzo (Venezia)